# Paldang Dam
Paldang Dam (koreanska: 팔당댐) är en dammbyggnad i Sydkorea.   Den ligger i provinsen Gyeonggi, i den norra delen av landet, 27 km öster om huvudstaden Seoul. Paldang Dam ligger 21 meter över havet.
Terrängen runt Paldang Dam är huvudsakligen lite kuperad. Paldang Dam ligger nere i en dal. Runt Paldang Dam är det tätbefolkat, med 476 invånare per kvadratkilometer. Närmaste större samhälle är Seongnam-si, 15,8 km sydväst om Paldang Dam. I omgivningarna runt Paldang Dam växer i huvudsak blandskog.